# برايان تايلور (لاعب كرة قدم بريطاني)
برايان تايلور (بالإنجليزية: Brian Taylor)‏ (12 فبراير 1954 في المملكة المتحدة - ) هو لاعب كرة قدم بريطاني في مركز الدفاع. لعب مع نادي دونكاستر روفرز ونادي روتشديل ونادي ميدلزبره.

## وصلات خارجية
- برايان تايلور (لاعب كرة قدم بريطاني) على موقع قاعدة بيانات كرة القدم.إي يو (الإنجليزية)